# Předem vinni
Předem vinni (v anglickém originále Guilty by Suspicion) je americký dramatický film z roku 1991. Režisérem filmu je Irwin Winkler. Hlavní role ve filmu ztvárnili Robert De Niro, Annette Bening, George Wendt, Patricia Wettig a Sam Wanamaker.

## Obsazení
| Robert De Niro  | David Merrill  |
| Annette Bening  | Ruth Merrill   |
| George Wendt    | Bunny Baxter   |
| Patricia Wettig | Dorothy Nolan  |
| Sam Wanamaker   | Felix Graff    |
| Luke Edwards    | Paulie Merrill |
| Chris Cooper    | Larry Nolan    |
| Ben Piazza      | Darryl Zanuck  |
| Martin Scorsese | Joe Lesser     |
| Tom Sizemore    | Ray Karlin     |